# تفسير القرآن بالسنة
يعتبر تفسير القرآن بالسنة أحد أنواع التفسير بالمأثور. ويعتبر تفسير القرآن بالسنة ثاني الطرق التي يلجأ إليها المفسر عند تفسيره للقرآن. ويقصد بتفسير القرآن بالسنة أن يلجأ المفسر للسنة النبوية لبيان معاني ألفاظ القرآن فإن السنة النبوية المصدر الثاني من مصادر التشريع. ومن المعلوم أن مهمة النبي محمد هو بيان القرآن وليس هناك أحد أعلم بمراد الله من الرسول 

## تعريف تفسير القرآن بالسُنّة
```
هو بيان معاني القرآن بقول النبي أو فعله أو تقريره.
[
2
]
[
3
]
```

## أهمية تفسير القرآن بالسنة
يعد تفسير القرآن بالسنة من الاساليب المعتبرة لدى العلماء في تفسير القرآن الكريم. وقد نص ابن تيمية في مقدمته في أصول التفسير على أهميته بقوله: «فإن أعياك ذلك، فعليك بالسنة ، فإنها شارحة للقرآن وموضحة له»
قال تعالى: {وَأَنْزَلْنَا إِلَيْكَ الذِّكْرَ لِتُبَيِّنَ لِلنَّاسِ مَا نُزِّلَ إِلَيْهِمْ} [النحل: 44]، «بيَّن الله في هذه الآية مهمة الرسول صلّى الله عليه وسلّم وهي بيان القرآن»
وقد بين الله سبحانه أنه سيتولى بيان القرآن للنبي محمد في قوله {ثُمَّ إِنَّ عَلَيْنَا بَيَانَه}[القيامة:19]. «إذ إن الله تعالى جعل على نفسه أن يبيّنه لنبيه» وقد اعتمد ابن كثير في تفسيره تفسير القرآن العظيم كثيرا على تفسير القرآن بالسنة وقد قال النبي: «أَلَا إِنِّي أُوتِيتُ الْقُرْآنَ وَمِثْلَهُ مَعَهُ»

## حجية تفسير القرآن بالسنة
إذا ثبت الحديث فهو حجة لا يجوز العدول عنه ، و يدل على حجيته الكتاب، والسنة، والإجماع، وأقوال السلف والنظر. ويؤخذ بالصحيح من السنة ، ويستفاد من الضعيف، ولا يجوز رواية الموضوع إلا لبيان حاله. قال ابن حجر: "واتفقوا على تحريم رواية الموضوع إلا مقروناً ببيانه، لقوله النبي :"من حدث عني بحديث يرى أنه كذب فهو أحد الكاذبين".قال الإمام أحمد رحمه الله: "السنة عندنا آثار رسول الله -صلى الله عليه وسلم-، والسنة تفسر القرآن، وهي دلائل القرآن".وقال أبو عمرو بن العلاء -أحد القراء السبعة-: "الحديث يفسر القرآن".

## أنواع تفسير القرآن بالسنة
تعددت أنواع ورود تفسير القرآن بالسنة وهذه بعض طرقها:
- أن يذكر التفسير، ثم يذكر الآية المفسَّرة.
- أن يذكر الآية المفسَّرة، ثم يذكر تفسيرها.
- أن يشكل على الصحابة فهم آية فيفسرها لهم.
- أن يذكر في كلامه ما يصلح أن يكون تفسيراً للآية.
- أن يتأول القرآن، فيعمل بما فيه من أمر، ويترك ما فيه من نهي.

## أقسام بيان السنة للقرآن
- البيان العام: حيث جاءت السنة ببيان كيفية الصلاة وأوقاتها وأنواعها، ومقادير الزكاة وأنصبتها والصيام وأحكامه والحج ومسائله ونحو ذلك.قال الشاطبي: "السنة إنما جاءت مبينة للكتاب وشارحة لمعانيه...فأنت إذا تأملت موارد السنة وجدتها بيانا للكتاب، هذا هو الأمر العام فيها".[12]
- البيان الخاص: وهو نوعان:
  - الصريح من قول النبي أو فعله أو تقريره، وهو حجة لا يجوز العدول عنه.
  - الاجتهاد من المفسر، وحكمه حكم تفسير قائله.[13]

## كتب أعتنت بتفسير القران بالسنة
- تفسير الطبري
- تفسير القرآن العظيم لابن كثير
- تفسير البغوي

## أمثلة على تفسير القرآن بالسنة
- قوله تعالى: {إِنَّ الَّذِينَ آمَنُوا وَعَمِلُوا الصَّالِحَاتِ سَيَجْعَلُ لَهُمُ الرَّحْمَانُ وُدًّا} [مريم: 96]. فسر بحديث عن أبي هريرة رضي الله عنه أن رسول الله صلّى الله عليه وسلّم قال: «إذا أحبَّ الله عبداً نادى: يا جبريل إني أحببت فلاناً فأحبه، قال: فينادي في السماء، ثم تنزل له المحبة في أهل الأرض، فذلك قوله تعالى: {إِنَّ الَّذِينَ آمَنُوا وَعَمِلُوا الصَّالِحَاتِ سَيَجْعَلُ لَهُمُ الرَّحْمَانُ وُدًّا}، وإذا أبغض الله عبداً نادى: يا جبريل، إني أبغضت فلاناً فينادى في السماء، ثم تنزل له البغضاء في الأرض»[14]
- عن عبد اللهِ بن مسعود رضي الله عنه قال: لما نزلت: {الَّذِينَ آمَنُوا وَلَمْ يَلْبِسُوا إِيمَانَهُمْ بِظُلْمٍ} الآية [الأنعام: 82]، شق ذلك على المسلمين فقالوا: يا رسول الله، أينا لم يظلم نفسه؟! قال: «ليس ذلك، إنما هو الشرك، ألم تسمعوا ما قال لقمان لابنه وهو يعظه: {يَابُنَيَّ لاَ تُشْرِكْ بِاللَّهِ إِنَّ الشِّرْكَ لَظُلْمٌ عَظِيمٌ} [لقمان: 13]»[15]
- قوله تعالى: {وجيئَ يَوْمَئِذٍ بِجَهَنَّمَ} [الفجر: 23]. فسرت بحديث عن عبد الله بن مسعود قال: قال رسول الله صلّى الله عليه وسلّم: «يؤتى بجهنم يومئذ لها سبعون ألف زمام، لكل زمام سبعون ألف ملك يجرونها»[16]

## وصلات خارجية
- المكتبة الشاملة: كتاب التفسير النبوي مُقَدِّمَةٌ تَأْصِيْلِيَّةٌ مَعَ دِرَاسَةٍ حَدِيثِيَّةٍ لِأَحَادِيْثِ التَّفْسِيْرِ النَّبَوِيِّ الصَّريح